# Strzecha Akademicka
Strzecha Akademicka (dříve: německy Hampelbaude, česky Hamplova bouda) je horská bouda na polské straně Krkonoš založena v první polovině 17. století. Bouda je ve vlastnictví Polskie Towarzystwo Turystyczno-Krajoznawcze (PTTK). Bouda se nachází na modře značené turistické trase, 600 metrů pěšky od jezera Mały Staw směrem na Sněžku ve výšce 1258 m n. m.

## Historie

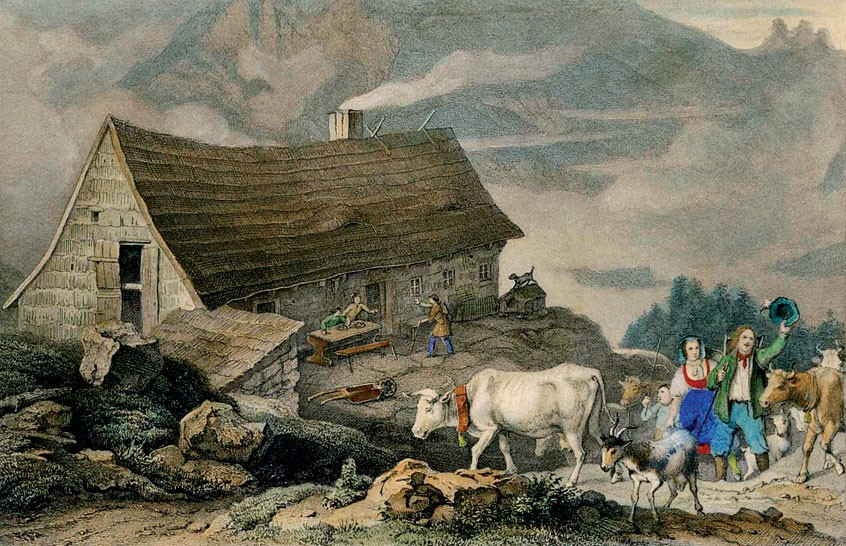
Strzecha Akademicka

Bouda byla založena v první polovině 17. století. V roce 1906 vyhořela a ještě téhož roku byla postavena nová bouda. Roku 1912 byla bouda rozšířena a tato podoba zůstala do dnešní doby. Český název Hamplova bouda vznikl po jejím majiteli (1758–1863). Dnešní název vznikl po majiteli Centrala Akademickiego Zrzeszenia Sportowego, který boudu převzal po 2. světové válce.

## Přístup
- po  černé (údolím Złoteho Potoku),  žluté značce od horní stanice lanovky Biały Jar v Karpaczi - 1¾ hodiny (3,4 km)
- po  žluté značce (údolím Łomnice) od parkoviště v Karpaczi, Bierutowicích - 2 hodiny (3,8 km)
- po  modré značce od kostela Wang v Karpaczi, Bierutowicích - 2 hodiny (4,8 km)

## Přechody
- po  modré značce Samotnia - 10 minut (0,5 km)
- po  modré,  červené a  žluté značce Luční bouda - 1 hodiny (2,6 km)
- po  žluté a  černé značce Dom Śląski - 1 hodiny (2,9 km)
- po  modré,  červené a  modré značce Schronisko Odrodzenie - 2½ hodiny (7,9 km)
- po  modré a  červené Špindlerova bouda - 2½ hodiny (8 km)

## Výstupy
- po  žluté,  černé a  červené značce Sněžka (1603 m) - 1¾ hodiny (3,9 km)
- po  modré a  žluté značce Pielgrzymy (1204 m) - 1¼ hodiny (3,8 km)
- po  modré a  červené značce Polední kámen (1423 m) - 1¾ hodiny (4,5 km)
- po  žluté,  černé,  modré a  červené značce Svorová hora (1411 m) - 2½ hodiny (6,2 km)